# (27962) 1997 SY1
(27962) 1997 SY1 est un astéroïde de la ceinture principale découvert en 1997.

## Description
(27962) 1997 SY1 a été découvert le 23 septembre 1997 à l'observatoire d'Ondřejov, situé près du village de Ondřejov, à environ 35 km au sud-est de Prague (République tchèque), par Marek Wolf et Petr Pravec.

### Caractéristiques orbitales
L'orbite de cet astéroïde est caractérisée par un demi-grand axe de 2,75 UA, un périhélie de 2,25 UA, une excentricité de 0,18 et une inclinaison de 1,66° par rapport à l'écliptique. Du fait de ces caractéristiques, à savoir un demi-grand axe compris entre 2 et 3,2 UA et un périhélie supérieur à 1,666 UA, il est classé, selon la JPL Small-Body Database, comme objet de la ceinture principale.

### Caractéristiques physiques
(27962) 1997 SY1 a une magnitude absolue (H) de 15,6 et un albédo estimé à 0,498.